# بادي ألين
بادي ألين (بالإنجليزية: Buddy Allen)‏ هو لاعب كرة قدم أمريكية أمريكي، ولد في 11 يوليو 1937 في سانت لويس في الولايات المتحدة.

## وصلات خارجية
- بادي ألين على موقع مرجع كرة القدم المحترفة.كوم (الإنجليزية)